# Симсир (Дагестан)
Симсир (чечен. Симсара) — село в Хасавюртовском районе Дагестана Россия. Входит в состав Османюртовского сельсовета.

## География
Расположено на левом берегу реки Ярык-су и к северу от районного центра города Хасавюрт.
Ближайшие сёла: на северо-востоке — Кандаураул, на северо-западе — Аджимажагатюрт, на юго-западе — Османюрт, на западе — Баташюрт.

## История
Основано в 1877 г.
По данным на 1890 г. хутор Симсир Баташ-Юртовского сельского общества располагался на арендной земле Даутова, в год вносилась плата 500 р. Хутор состоял из 26 дворов, жители которых не принадлежали сельскому обществу. В этническом отношении преобладали чеченцы. В 1899 г переселенцами малороссами из Екатеринославской губернии был основан новый населенный пункт. В 1907 г. он состоял из 28 хозяйств, в которых проживало 106 человек. Жителями было куплено 588 десятин земли.
22 ноября 1928 года 4 сессией ЦИК ДАССР 6 созыва принимается новый проект районирования республики. На его основе было принято постановление о разукрупнении округов и районов и образовании 26 кантонов и 2 подкантонов. Хасавюртовский кантон был образован на части территории бывшего Хасавюртовского округа, переданного в состав ДАССР из Терской области в 1921 году. По новому районированию кантон состоял из 18 сельских советов, в том числе и Баташюртовский: Баташюрт, Аджи-Мадж-юрт, Баташево, Евгениевка, Османюрт, Османюрт-отар, Сим-Сыр, Узлуяновка, Хамавюрт.

## Население
| 1889 | 1914 | 1926 | 1939  | 1944  | 1959 | 1970 |
| ---- | ---- | ---- | ----- | ----- | ---- | ---- |
| 84   | ↗191 | ↘139 | ↗221  | ↘186  | ↗288 | ↗437 |
| 1984 | 1989 | 2002 | 2010  | 2021  |      |      |
| ↗502 | ↗585 | ↗822 | ↗1062 | ↘1025 |      |      |

Национальный состав
По данным Всероссийской переписи населения 2010 года:
| Народ   | Численность, чел. | Доля от всего населения, % |
| ------- | ----------------- | -------------------------- |
| чеченцы | 1 023             | 96,3 %                     |
| другие  | 39                | 3,7 %                      |
| всего   | 1 062             | 100 %                      |